# Zdeněk Stromšík
Zdeněk Stromšík (* 25. November 1994 in Valašské Meziříčí) ist ein tschechischer Leichtathlet, der sich auf den Sprint spezialisiert hat. Aktuell ist er Inhaber des Landesrekordes im 100-Meter-Lauf.

## Sportliche Laufbahn
Erste Erfahrungen bei internationalen Meisterschaften sammelte Zdeněk Stromšík bei den 2010 erstmals ausgetragenen Olympischen Jugendspielen in Singapur, bei denen er im 100-Meter-Lauf mit 11,45 s den dritten Platz im C-Finale belegte. Im Jahr darauf schied er bei den Juniorenweltmeisterschaften in Barcelona mit 11,02 s in der ersten Runde aus und konnte seinen Vorlauf mit der tschechischen 4-mal-100-Meter-Staffel nicht beenden. 2013 wurde er bei den Junioreneuropameisterschaften in Rieti in 10,56 s Vierter und kam mit der Staffel in der Vorrunde erneut nicht ins Ziel. 2015 nahm er im 60-Meter-Lauf an den Halleneuropameisterschaften in Prag teil, schied dort aber mit 6,74 s bereits in der ersten Runde aus. Im Juli erreichte er bei den U23-Europameisterschaften in Tallinn das Halbfinale über 100 Meter, in dem er mit 10,45 s ausschied. Zudem gewann er mit der tschechischen Staffel in 39,38 s die Silbermedaille hinter Frankreich.
2017 nahm er erstmals an der Sommer-Universiade in Taipeh teil und schied dort mit 10,68 s im Viertelfinale aus. Im Jahr darauf schied er bei den Hallenweltmeisterschaften in Birmingham über 60 Meter mit 7,41 s in der ersten Runde aus und erreichte bei den Europameisterschaften in Berlin das Halbfinale, in dem er mit 10,37 s ausschied. Zudem erreichte er mit der Staffel das Finale, in dem er aber nicht mehr an den Start ging. 2019 schied er bei den Halleneuropameisterschaften in Glasgow mit 6,78 s im Halbfinale aus und bei den World Relays in Yokohama schied er mit 38,77 s im Vorlauf aus, ehe er anschließend bei den Studentenweltspielen in Neapel in 21,32 s Rang acht im 200-Meter-Lauf belegte. Zudem erreichte er über 100 Meter das Halbfinale, in dem er mit 10,51 s ausschied und wurde mit der tschechischen Stafette in 40,54 s Sechster. Bei den Europaspielen in Minsk wurde er in 10,36 s Dritter über 100 Meter. 2021 schied er dann bei den Halleneuropameisterschaften in Toruń mit 6,77 s in der Vorrunde über 60 Meter aus. Anfang Mai konnte er bei den World Athletics Relays im polnischen Chorzów den Vorlauf in der 4-mal-100-Meter-Staffel nicht beenden. Im Jahr darauf kam er bei den Europameisterschaften in München mit 10,60 s nicht über den Vorlauf über 100 Meter hinaus und verpasste auch mit der Staffel in 39,41 s den Finaleinzug.
2023 schied er bei den Halleneuropameisterschaften in Istanbul mit 6,79 s in der ersten Runde über 60 Meter aus. Im Juni wurde er bei der 1. Liga der Team-Europameisterschaft im Rahmen der Europaspiele in Chorzów mit 39,17 s Dritter im B-Lauf in der 4-mal-100-Meter-Staffel. Im Jahr darauf wurde er bei den World Athletics Relays in Nassau in 39,20 s Sechster im A-Lauf in der 2. Qualifikationsrunde über 4-mal 100 Meter für die Olympischen Spiele. Juni kam er bei den Europameisterschaften in Rom mit 10,39 s nicht über den Vorlauf über 100 Meter hinaus und verpasste mit der Staffel mit 39,22 s den Finaleinzug.
In den Jahren 2013, 2017 und 2018 sowie 2022 wurde Stromšík tschechischer Meister im 100-Meter-Lauf sowie 2013 und 2016 auch in der 4-mal-100-Meter-Staffel. In der Halle sicherte er sich 2019 und 2020 sowie von 2022 bis 2024 den Titel über 60 Meter.

## Persönliche Bestzeiten
- 100 Meter: 10,16 s (+1,7 m/s), 18. Juli 2018 in Tábor (tschechischer Rekord)
  - 60 Meter (Halle): 6,59 s, 18. Februar 2023 in Ostrava
- 200 Meter: 20,93 s (+1,1 m/s), 12. Juni 2020 in Ostrava
  - 200 Meter (Halle): 22,20 s, 31. Januar 2012 in Wien